# Decatur (Indiana)
Decatur è una città degli Stati Uniti d'America, situata nello Stato dell'Indiana e in particolare nella contea di Adams, della quale è il capoluogo.
Qua nacque il regista Charles H. France.